# NGC 7450
NGC 7450 (również PGC 70252) – galaktyka spiralna (S0-a), znajdująca się w gwiazdozbiorze Wodnika. Odkrył ją Wilhelm Tempel 19 listopada 1876 roku. Należy do galaktyk Seyferta.